# Pat Cadigan
Pat Cadigan (Schenectady, New York, 1953. szeptember 10. –) amerikai sci-fi-szerző.

## Élete
A massachusetts-i és a kansasi egyetemeken végezte tanulmányait. Jelenleg Angliában él.

## Munkássága
1978-ban jelent meg első elbeszélése a Shayol magazinban. 

### Regényei
- Mindplayers (1987)
- Synners (1991)
- Fools (1992)
- Tea from an Empty Cup (1998)
- Dervish is Digital (2001)

### Magyarul
- Beépített ember (Galaktika 181-182. szám, 2005)[1]
- Alien 3. Az eredeti és ismeretlen történet; William Gibson nyomán, ford. Habony Gábor; Szukits, Szeged, 2021